# 索科利謝
51°28′53″N 24°41′52″E / 51.48139°N 24.69778°E
索科利謝（烏克蘭語：Соколище），是烏克蘭的村落，位於該國西部沃倫州，由科韋利區負責管轄，始建於1542年，面積1.26平方公里，海拔高度163米，2001年人口232，人口密度每平方公里183.98人。